# Марк Габий Апиций
Марк Га́бий (Га́вий) Апи́ций (лат. Marcus Gabius/Gavius Apicius; I век) — полулегендарный древнеримский гурман и чревоугодник времён правления императора Тиберия, имя которого стало нарицательным.

## Биография
По утверждению Тацита, всесильный временщик императора Тиберия, Луций Элий Сеян, в юности «продавал свою развращённость богачу и моту Апицию». Марциал упоминает про обед Апиция с Меценатом. Сенека Младший сообщает, что Апиций растратил на кулинарные диковинки всё своё состояние, а когда у него осталась сумма, которой хватало лишь на обычную пищу, он принял яд.
Несколько анекдотов об Апиции приведено в «Естественной истории». Плиний пишет, что Апиций ценил языки фламинго и, чтобы получить подобие фуа-гра, откармливал свиней сушёными фигами и медовым вином. Он убедил Друза Младшего отказаться от употребления молодой капусты (лат. cymae), поскольку такая пища подобает только плебсу.
Считалось, что Апиций обогатил древнеримское кулинарное искусство многими новыми изобретениями. Под именем Апиция во времена заката Империи стала распространяться книга в десяти частях о приготовлении дорогих блюд (см. Апициевский корпус).